# Belgische verkiezingen 1961
Op zondag 26 maart 1961 werden er verkiezingen in België gehouden. In deze verkiezingen werden 212 volksvertegenwoordigers, 106 senatoren en leden voor de negen provincieraden gekozen.
Tussen 1958 en 1961 regeerden christendemocraten en liberalen het land onder leiding van premier Gaston Eyskens; de uittredende regering was de regering-G. Eyskens III. Kort voor de verkiezingen voerde de regering besparingen door met de Eenheidswet, ondanks hevige stakingen, voornamelijk in Wallonië.
Na de verkiezingen van 1961 ruilden de christendemocraten de liberalen voor de socialisten van de BSP en vormden zo de regering-Lefèvre. Ondertussen probeerden de liberalen uit de negatieve spiraal te komen die in de jaren 1950 leek ingezet. Met de omvorming tot Partij voor Vrijheid en Vooruitgang (Parti de la Liberté et du Progès in het Frans) (PVV/PLP) probeerde voorzitter Omer Vanaudenhove het blauwe blazoen op te poetsen.

## Resultaten
- Ingeschreven kiezers: 6.036.165
- Neergelegde stemmen (Kamer): 5.573.840
  - Blanco / Ongeldig: 308.815 (5,5%)
  - Geldige stemmen: 5.265.025 (94,5%)

| Partij | Partij                   | Stemmen   | %     | Kamer   | Senaat  |
| ------ | ------------------------ | --------- | ----- | ------- | ------- |
|        | CVP/PSC                  | 2.182.642 | 41,5% | 96 (-8) | 47 (-6) |
|        | BSP/PSB                  | 1.933.424 | 36,7% | 84 (+4) | 45 (+5) |
|        | PVV/PLP                  | 649.376   | 12,3% | 20 (—)  | 11 (+1) |
|        | VU                       | 182.407   | 3,5%  | 5 (+4)  | 1 (+1)  |
|        | KPB/PCB                  | 162.238   | 3,1%  | 5 (+3)  | 2 (+1)  |
|        | Parti Social Indépendent | 46.244    | 0,9%  | 1 (+1)  | 0       |
|        | Rassemblement National   | 42.450    | 0,8%  | 1 (+1)  | 0       |
|        | Overige                  | 66.244    |       |         |         |
| Totaal | Totaal                   |           | 100%  | 212     | 106     |

## Verkozenen
- Kamer van volksvertegenwoordigers (samenstelling 1961-1965)
- Samenstelling Belgische Senaat 1961-1965

## Regeringsvorming
Na de verkiezingen werd de regering-Lefèvre gevormd.